# ポーズ! 〜マドンナのバックダンサーたち〜
『ポーズ! 〜マドンナのバックダンサーたち〜』(英:Strike a Pose)は、ベルギーとオランダのドキュメンタリー映画で、第66回ベルリン国際映画祭のパノラマ部門で公開された。エスター・グールドとレイエル・ズヴァンが監督を務めた本作は1990年に開催されたマドンナのBlond Ambition Tourのダンサー達を描いた作品になっている。

## あらすじ
映画はダンサー達のツアーからの25年を描いている。それぞれが映画、テレビ、ステージなどで活動しているが、彼らの人生にはいつでもダンスがあった。いくつかの者はHIVを抱え、薬物乱用に悩んだり、家を失った者もいた。映画に登場するのはケヴィン・ステア、カールトン・ウィルボーン、ルイス・カマチョ、ホセ・グティエレス・エクストラバガンザ、サリム・ガウルース、オリバー・クルムズの6人。ツアーに参加したダンサーの中でガブリエル・トルピンはAIDSの合併症により1995年に死去しているため、代わりに彼の母親が出演している。

## 制作
映画はアムステルダムのフォーラム・アワードのインターナショナル・ドキュメンタリー・フィルム・フェスティバルから資金の提供を受けており、CTM DocsとThe Other Roomがセレンディピティ・フィルムズとNTRの協力の元にプロデュースした。第66回ベルリン国際映画祭で初公開され、パノラマ・オーディエンス・アワードの銀賞を獲得した。

## 受賞とノミネート
- 最優秀LGBT映画 - Key West Film Festival
- 年間最優秀クィア映画（2016年） - Merlinka festival[12]
- ゴールデン・アテナ（ノミネート） - Athens International Film Festival
- オーディエンス・アワード（ノミネート） - Hot Docs Canadian International Documentary Festival
- オーディエンス・アワード（ノミネート） - Berlin International Film Festival